# Пенькі-Великі
Пенькі-Великі (пол. Pieńki Wielkie) — село в Польщі, у гміні Анджеєво Островського повіту Мазовецького воєводства.
Населення — 93 особи (2011).
У 1975-1998 роках село належало до Ломжинського воєводства.

## Демографія
Демографічна структура станом на 31 березня 2011 року:
|          | Загалом | Допрацездатний вік | Працездатний вік | Постпрацездатний вік |
| -------- | ------- | ------------------ | ---------------- | -------------------- |
| Чоловіки | 49      | 8                  | 29               | 12                   |
| Жінки    | 44      | 6                  | 22               | 16                   |
| Разом    | 93      | 14                 | 51               | 28                   |